# هابل ۲۰۶۹
سیارک ۲۰۶۹ (به انگلیسی: 2069 Hubble، نامگذاری:1955FT) دو هزار و شصت و نهمین سیارک کشف شده‌است که در ۲۹ مارس ۱۹۵۵ کشف شد.
قدر مطلق سیارک برابر ۱۱٫۱۰ است.